# Nationaal Zweminstituut Amsterdam
Het Nationaal Zweminstituut Amsterdam kortweg NZA is opgericht op 1 september 2006, door een samenvoeging van Topzwemmen Amsterdam en Swimteam. NZA is door de KNZB aangewezen als Nationaal Training Centrum, naast NZE Eindhoven. De topzwemmers van NZA trainen onder leiding van Martin Truijens en Hans Elzerman in het Sloterparkbad in Amsterdam.

## Trainingsgroepen
Trainer: Martin Truijens (NTC)
- Tessa Brouwer
- Nick Driebergen
- Femke Heemskerk[2]
- Joost Reijns
- Lennart Stekelenburg
- Joeri Verlinden
- Sebastiaan Verschuren

Lid van het NTC, maar trainend in de groep van Hans Elzerman:
- Elise Bouwens
- Moniek Nijhuis

Trainer: Hans Elzerman (RTC)
- Jens Bakker
- Tim van Deutekom
- Anouk Elzerman
- Sverre Eschweiler
- Robin Neumann
- Roy Smeenge
- Irene Teufer
- Kira Toussaint
- Rosa Veerman
- Esmee Vermeulen
- Tessa Vermeulen
- Tamara van Vliet
- Maartje de Wit
- Annemarie Worst
- Parand Zarekiani
- Marijn van Zundert